# 40-я общевойсковая армия
40-я общевойсковая армия — объединение (армия) в составе Вооружённых Сил СССР. Входила в состав Ограниченного контингента советских войск в Демократической Республике Афганистан в период 1979—1989 годов. Сокращённое наименование — 40 ОА

## История создания
40-я общевойсковая армия (40 ОА) была сформирована в Туркестанском военном округе (ТуркВО) по директиве начальника Генерального штаба ВС СССР от 16 декабря 1979 года. Командующим армии был назначен генерал-лейтенант Ю. В. Тухаринов, первый заместитель командующего КТуркВО.
С 10 декабря 1979 года, по приказу Министра обороны СССР Д. Ф. Устинова, проводилось развёртывание и укомплектование частей и соединений ТуркВО и Среднеазиатского военного округа (САВО).
12 декабря 1979 года на заседании Политбюро ЦК КПСС было принято окончательное решения о вводе советских войск в Афганистан.
Общая директива на укомплектование, развёртывание и приведение в боевую готовность не отдавалась, войска приводились в готовность и разворачивались отдельными распоряжениями командования после устных приказов Министра обороны СССР. Всего за три недели (до 31 декабря 1979 года) было отдано более 30 таких распоряжений.
Полевое управление (штаб) 40-й ОА было развёрнуто в ТуркВО, управление 34-го смешанного авиационного корпуса (34 сак) — в САВО.
24 декабря 1979 года Министр обороны СССР Д. Ф. Устинов провёл совещание с руководящим составом Министерства обороны, где объявил о принятом решении ввести войска в Афганистан и подписал директиву № 312/12/001.
До 25 декабря 1979 было развернуто около 100 соединений и частей, армейский комплект частей боевого и тылового обеспечения. На доукомплектование было призвано из запаса более 50 000 человек из среднеазиатских республик и Казахстана, передано из народного хозяйства около 8000 автомобилей и другой техники. Это было крупнейшее развёртывание в Среднеазиатском регионе за послевоенный период.
В ТуркВО было развёрнуто:
- две мотострелковые дивизии: (5 гвардейская мсд в Кушке и 108 мсд в Термезе);
- 353-я армейская артиллерийская бригада (353 аабр)
- 2-я зенитно-ракетная бригада (2 зрбр)
- 56-я гвардейская десантно-штурмовая бригада (56 дшбр)
- 103-й отдельный полк связи (103 опс)
- 28-й армейский реактивный артиллерийский полк (28 реап)

а также части, соединения и учреждения специальных войск.
в САВО было развёрнуто:
- 860-й отдельный мотострелковый Псковский Краснознамённый полк (860 омсп)
- 186-й омсп (приданный 108 мсд)

В состав авиации вошло два авиационных полка истребителей-бомбардировщиков (апиб) — 136-й и 217-й, 115-й гвардейский истребительный авиаполк (иап) и два отдельных вертолётных полка (овп) — 181-й и 280-й, 302-я отдельная вертолётная эскадрилья (овэ) при 5 гвардейской мсд, части авиационно-технического и аэродромного обеспечения.
В качестве резерва вводимой группировки были развёрнуты три дивизии (58-я мсд — в ТуркВО, 68-я мсд и 201-я мсд — в САВО).
Также в группировку были включены: 103-я гвардейская воздушно-десантная дивизия (103-я вдд), 345-й гвардейский отдельный парашютно-десантный полк (345-й гвардейский опдп).
Время перехода государственной границы между СССР и Афганистаном было установлено в 15:00 московского времени 27 декабря 1979 года.
К моменту ввода 40-й общевойсковой армии на территории Афганистана уже находились советские части. Введённый в начале декабря, спецотряд ГРУ (так называемый «мусульманский батальон»), сформированный летом 1979 года для выполнения специальных задач, два батальона и 9-я рота 345-го гвардейского опдп (один из которых дислоцировался ещё с июля того же года, второй прибыл вместе с «мусульманским батальоном»).

### Ввод вАфганистан

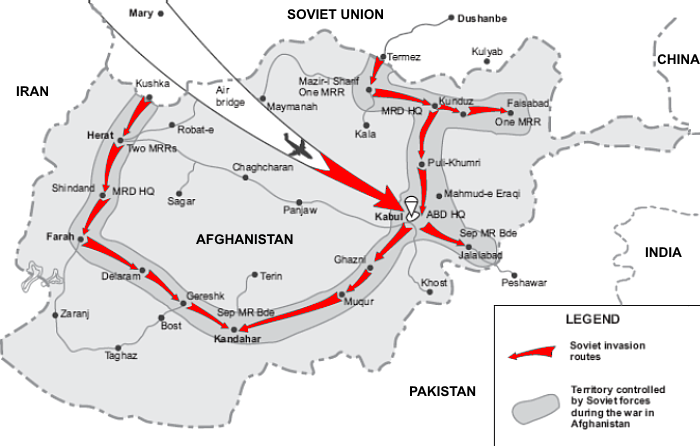
Ввод советских войск в Афганистан, декабрь 1979 года.

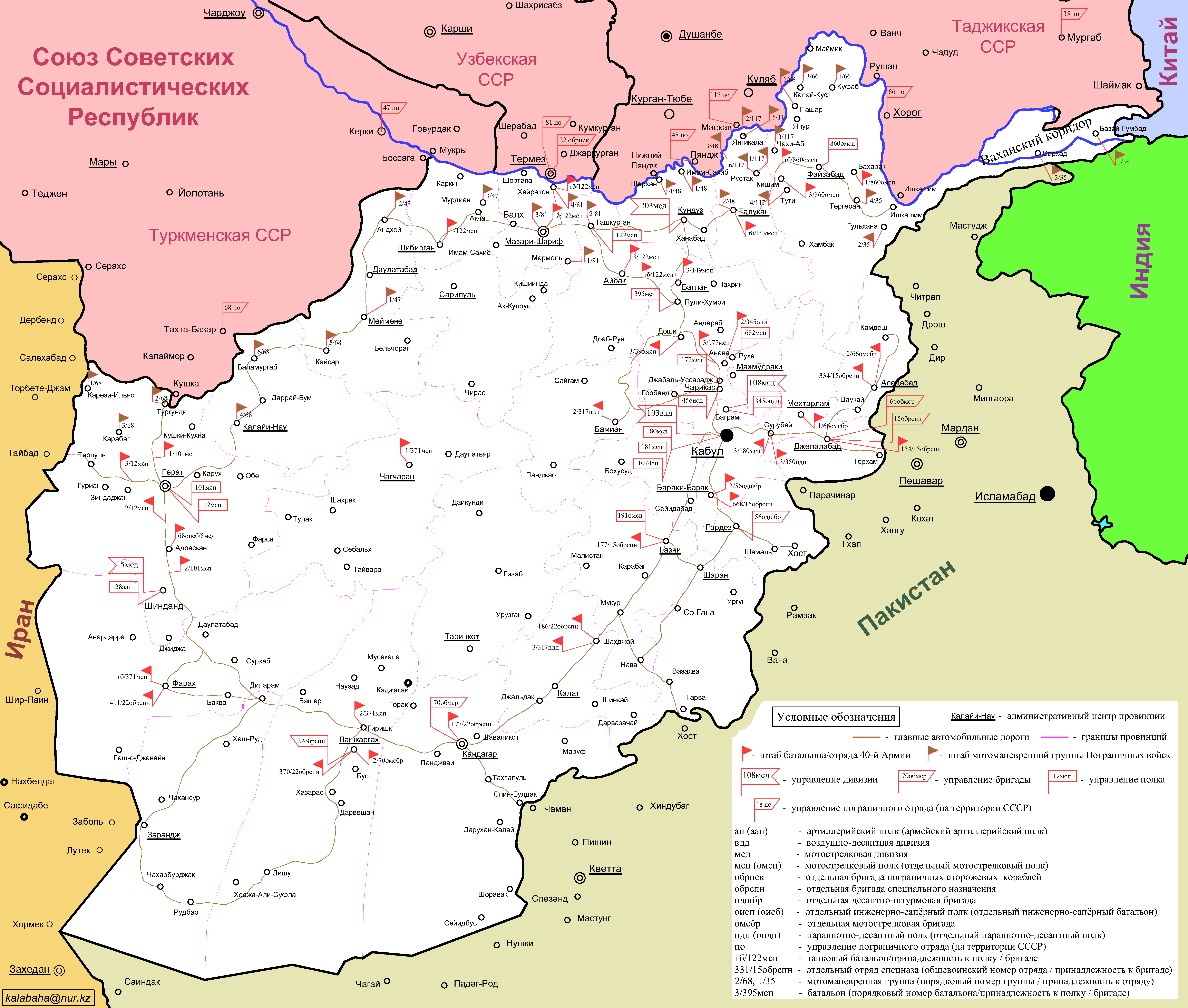
Гарнизоны 40-й армии на общей карте гарнизонов ОКСВА на начало 1987 года.
Указаны дислокации штабов формирований от уровня батальонов, отрядов и мотоманевренных групп. Штабы полков, находящихся в одном гарнизоне со штабом дивизии, в которую они входят, не указаны.

Первой начала переправу 108-я мсд, целью которой был Кундуз. Утром 25 декабря 1979 года первым на территорию ДРА был переправлен 781-й отдельный разведывательный батальон 108-й мсд. Следом за ним переправился 4-й десантно-штурмовой батальон (4-й дшб) 56-й огдшбр, которому была поставлена задача по охране перевала Саланг. Воздушную границу Афганистана пересекли самолёты ВТА с десантом и боевой техникой на борту.
Из состава ВВС в Баграм перелетела авиационная эскадрилья (аэ) 115-го гвардейского иап, остальная авиация совершала полёты с аэродромов ТуркВО.
Штаб армии, 5-я мсд, 56-я одшбр (без одного батальона), 353-я артиллерийская бригада, 2-я зенитная ракетная бригада, 860-й омсп, 103-й отельный полк связи, 28-й реап, армейские части усиления и обеспечения оставались на территории Советского Союза.
Вечером 27 декабря 1979 года «мусульманский батальон» (154-й отдельный отряд специального назначения 1-го формирования) и специальные группы КГБ взяли штурмом дворец афганского лидера Амина на окраине Кабула, в ходе которого Амин был убит. В самом городе действовали подразделения 103-й гвардейской вдд, захватившие важные государственные и военные учреждения, и блокировавшие афганские части, дислоцируемые в Кабуле.
В ночь с 27 декабря по 28 декабря 1979 года в Афганистан вошла 5-я мсд по маршруту Кушка — Шинданд. Утром 28 декабря 1979 года части 108-й мсд, перенацеленной на Кабул (кроме двух мсп, оставшихся под Кундузом и Пули-Хумри) вышли к афганской столице и полностью его блокировали.

## Командный состав

### Командующие
- генерал-лейтенант Тухаринов Юрий Владимирович. Ввод ОКСВ в ДРА — 23 сентября 1980 года.
- генерал-лейтенант Ткач Борис Иванович 23 сентября 1980 г. — 7 мая 1982 г.
- генерал-лейтенант Ермаков Виктор Фёдорович 7 мая 1982 г. — 4 ноября 1983 г.
- генерал-лейтенант Генералов Леонид Евстафьевич 4 ноября 1983 г. — 19 апреля 1985 г.
- генерал-лейтенант Родионов Игорь Николаевич 19 апреля 1985 г. — 30 апреля 1986 г.
- генерал-майор, с мая 1987 года генерал-лейтенант Дубынин Виктор Петрович 30 апреля 1986 г. — 1 июня 1987 г.
- генерал-лейтенант Громов Борис Всеволодович 1 июня 1987 г. — 15 февраля 1989 г.

### Члены Военного Совета
- Генерал-лейтенант Норат Григорьевич Тер-Григорьянц 1981—1983 — начальник штаба
- Генерал-майор Овчинников, Александр Иванович 1982—1984
- Генерал-майор Щербаков Валентин Григорьевич 1984-1986
- Генерал-майор Греков, Юрий Павлович 1986—1988 — начальник штаба

### Заместители командующего
- Королев Виктор
- Генерал-майор Миронов Валерий Иванович (1982)
- Генерал-майор Дубынин Виктор Петрович (1984—1986)
- Генерал-майор Соколов Владимир Сергеевич (1988—1989) — начальник штаба — первый заместитель командующего

### Начальник оперативного отдела
- Турлайс, Дайнис — с 1985 года по 1989 год[3][4][5].

## Состав
В составе 40-й общевойсковой армии указаны соединения и воинские части с момента ввода и до окончательного вывода войск (без указания подразделений боевого и тылового обеспечения в составе дивизий). 2
- 5-я гвардейская мотострелковая Зимовниковская ордена Кутузова дивизия имени 60-летия СССР
  - 101-й мотострелковый полк
  - 12-й гвардейский мотострелковый Краснознамённый орденов Кутузова и Богдана Хмельницкого полк (введён в марте 1985-го)
  - 371-й гвардейский мотострелковый Берлинский орденов Суворова и Богдана Хмельницкого полк
  - 373-й гвардейский мотострелковый дважды Краснознамённый орденов Кутузова и Богдана Хмельницкого полк (переформирован в марте 1980-го в 70-ю огмсбр)
  - 24-й гвардейский танковый Пражский орденов Суворова и Богдана Хмельницкого полк (выведен в октябре 1986-го)
  - 1060-й артиллерийский полк
  - 1008-й зенитный артиллерийский полк (выведен в феврале 1980-го)
  - 1122-й зенитно-ракетный Севастопольский Краснознамённый полк (выведен в октябре 1986-го)
- 108-я мотострелковая Невельская дважды Краснознамённая дивизия
  - 177-й мотострелковый Двинский полк
  - 180-й мотострелковый Краснознамённый ордена Суворова полк
  - 181-й мотострелковый полк
  - 186-й мотострелковый Выборгский Краснознамённый ордена Ленина ордена Александра Невского полк (переформирован в марте 1980-го в 66-ю омсбр)
  - 234-й танковый Пермышльско-Берлинский Краснознамённый ордена Суворова полк (переподчинён из состава 201-й мсд и выведен летом 1980 г.)
  - 285-й танковый Уманьско-Варшавский Краснознамённый, ордена Кутузова полк (переподчинён из состава 201-й мсд. В марте 1984-го переформирован в 682-й мсп)
  - 682-й мотострелковый Уманьско-Варшавский Краснознамённый, ордена Кутузова полк
  - 1074-й артиллерийский Львовский Краснознамённый ордена Богдана Хмельницкого полк
  - 1049-й зенитный артиллерийский полк (выведен в ноябре 1981-го)
  - 1415-й зенитный ракетный полк (введён взамен выведенного 1049-го зенап, выведен в октябре 1986-го)
  - 738-й отдельный противотанковый дивизион
- 201-я мотострелковая Гатчинская дважды Краснознамённая дивизия
  - 122-й мотострелковый полк
  - 149-й гвардейский мотострелковый Ченстоховский Краснознамённый, ордена Красной Звезды полк
  - 191-й мотострелковый Нарвский Краснознамённый, ордена Александра Невского полк (выведен из состава 201-й мсд со статусом «отдельный»)
  - 395-й мотострелковый полк
  - 234-й танковый Пермышльско-Берлинский Краснознамённый ордена Суворова полк (переподчинён 108-й мсд и выведен летом 1980 г.)
  - 285-й танковый Уманьско-Варшавский Краснознамённый, ордена Кутузова полк (переподчинён 108-й мсд в декабре 1980-го)
  - 998-й артиллерийский Староконстантиновский Краснознамённый, орденов Суворова и Богдана Хмельницкого полк
  - 990-й зенитно-артиллерийский полк (выведен в октябре 1986 г.)
- 103-я гвардейская воздушно-десантная ордена Ленина, Краснознамённая, ордена Кутузова дивизия имени 60-летия СССР[7]
  - 317-й гвардейский парашютно-десантный ордена Александра Невского полк
  - 350-й гвардейский парашютно-десантный Краснознамённый ордена Суворова 3-й степени Краснознамённый полк
  - 357-й гвардейский парашютно-десантный ордена Суворова 3-й степени полк
  - 1179-й гвардейский артиллерийский Краснознамённый полк
- 56-я отдельная гвардейская десантно-штурмовая бригада (выведена в июне 1988-го)
- 66-я отдельная мотострелковая Выборгская ордена Ленина, Краснознамённая, ордена Александра Невского бригада (выведена в июне 1988-го)
- 70-я отдельная гвардейская дважды Краснознамённая, орденов Кутузова и Богдана Хмельницкого бригада (выведена в августе 1988-го)
- 345-й отдельный гвардейский парашютно-десантный Венский Краснознамённый, ордена Суворова полк имени 70-летия Ленинского комсомола
- 191-й отдельный мотострелковый Нарвский Краснознамённый, ордена Александра Невского полк (выведен в мае 1988-го)
- 860-й отдельный мотострелковый Псковский Краснознамённый полк (выведен в мае 1988-го)
- 28-й армейский артиллерийский полк (до 01.04.86 — 28-й армейский реактивный артиллерийский полк) (выведен в августе 1988-го) 17
- 2-я зенитная ракетная бригада (выведена летом 1980-го)
- 353-я гвардейская артиллерийская Могилёвская орденов Богдана Хмельницкого и Александра Невского бригада (выведена летом 1980-го)
- Военно-воздушные силы 40-й армии (ВВС 40 А). Ранее 34-й смешанный авиационный корпус (34 сак).
  - Через ВВС 40-й армии, в порядке ротаций воинских частей, поэтапно прошли 11 истребительных авиационных полков (иап), отдельный разведывательный авиационный полк (орап), отдельная разведывательно-тактическая авиационная эскадрилья (ортаэ), штурмовой авиационный полк (шап), отдельная штурмовая авиационная эскадрилья (ошаэ), отдельный смешанный авиационный полк (осап), 7 авиационных полков истребителей-бомбардировщиков (апиб), 4 отдельных вертолётных авиационных полков (овап), 6 отдельных вертолётных авиационных эскадрилий (оваэ). С территории СССР для нанесения ударов по целям на территории Афганистана привлекались 3 бомбардировочных авиационных полка (бап), 9 тяжёлых бомбардировочных авиационных полка Дальней Авиации (тбап) и экипажи 17 отдельных вертолётных авиационных полков (овап). В подчинении ВВС 40-й общевойсковой армии находилось 7 отдельных батальонов охраны (обо — в сущности мотострелковый батальон на БТР), 8 отдельных батальонов аэродромно-технического обеспечения (обато), 9 отдельных рот аэродромно-технического обеспечения (орато), 7 батальонов и 3 роты связи и радиотехнического обеспечения (обсрто и орсрто). 2

### Части и соединенияспециальных войск(управления ибоевого обеспечения)
- 15-я отдельная бригада специального назначения (полностью со штабом бригады введена в марте 1985-го) 5
- 22-я отдельная бригада специального назначения (полностью со штабом бригады введена в марте 1985-го) 6
- 103-й отдельный ордена Кутузова полк связи
- 1996-й отдельный радиотехнический батальон ПВО 40-й общевойсковой армии
- 254-й отдельный радиотехнический полк Особого Назначения. 254-й ортп ОСНАЗ вместе с периферийными подразделениями вёл радио и радиотехническую разведку. 15
- 45-й отдельный инженерно-сапёрный Краснознамённый, ордена Красной Звезды полк. При формировании включил в свой состав: 14 (недоступная ссылка)
  - 19-й отдельный инженерно-сапёрный батальон
  - 92-й отдельный инженерно-дорожный батальон
  - 1117-й отдельный инженерный батальон спецминирования
  - 2088-й отдельный инженерный батальон разграждения

### Части и соединения специальных войск (тылового обеспечения)
- 159-я отдельная дорожно-строительная бригада (в 1982 году переформирована в 58-ю оавтбр)
- 58-я отдельная автомобильная бригада
- 59-я бригада материального обеспечения
- 14-й отдельный трубопроводный батальон (14-й отпб), в 1982 году переформирован в 276-ю трубопроводную бригаду
- 276-я трубопроводная бригада
- 1461-й отдельный трубопроводный батальон (1461-й оптб), введён в 1984 году
- 692-й отдельный дорожный батальон (692-й одб), в 1983 году вошёл в состав 278-ю дкбр, с переформированием в 692-й отдельный дорожно-комендантский батальон (692-й одкб).
- 278-я дорожно-комендантская бригада 8 Архивная копия от 17 сентября 2011 на Wayback Machine. При формировании включила в свой состав:
  - 692-й отдельный дорожно-комендантский батальон
  - 1083-й отдельный дорожно-комендантский батальон
  - 1084-й отдельный дорожно-комендантский батальон
- 194-й гвардейский Брянский Краснознамённый военно-транспортный авиационный полк имени Гастелло, базировался в Фергане, на вооружении самолёты Ан-12БП
- 128-й гвардейский Ленинградский Краснознамённый военно-транспортный авиационный полк
- 930-й Комсомольский Трансильванский Краснознамённый военно-транспортный авиационный полк
- 50-й отдельный ордена Красной звезды смешанный авиационный полк. 50-й осап кроме эскадрилий транспортных самолётов имел в своём составе вертолётные эскадрильи и участвовал непосредственно в боевых действиях по уничтожению противника. 16
- 342-е управление инженерных работ — соединение военно-строительных частей, сформированное для создания военной инфраструктуры. Организационно включало в свой состав две строительные роты, девять батальонов — шесть военно-строительных, два электро-технических и один сантехнический:
  - 2017-й отдельный строительно-монтажный батальон
  - 2018-й отдельный строительно-монтажный батальон
  - 2137-й отдельный строительно-монтажный батальон
  - 1110-й отдельный военно-строительный батальон
  - 1112-й отдельный военно-строительный батальон
  - 1630-й отдельный военно-строительный батальон
  - 1705-й отдельный военно-строительный батальон
  - 1707-й отдельный военно-строительный батальон
  - 1708-й отдельный военно-строительный батальон
  - 773-я отдельная военно-строительная рота
  - 774-я отдельная военно-строительная рота

#### Части и учреждения медицинского обеспечения
Руководство деятельностью медицинских частей и учреждений 40-й общевойсковой армии осуществляли:
- Медицинская служба тыла 40-й общевойсковой армии;
- Медицинская служба тыла ВВС 40-й общевойсковой армии.

Для оказания специализированной и квалифицированной медицинской помощи раненым и больным было развернуто:
- г. Кабул — 650-й центральный военный госпиталь 40-й армии на 400 коек;
  - 743-й военный полевой инфекционный госпиталь на 500 коек, с 24.01.84 г. по 10.01.89 г.;
  - Гарнизонная военная поликлиника;
  - Стоматологическая военная поликлиника;
  - Санитарно-противоэпидемический отряд (СЭО);
  - Судебно-медицинская лаборатория (СМЛ);
  - Станция переливания крови (СПК);
  - Патологоанатомическая (ПАЛ);
  - Научно-исследовательская лаборатория (НИЛ);
- г. Баграм — инфекционный госпиталь на 400 коек;
- 952-й реабилитационный центр для выздоравливающих, с март-май 1984 г. по 07.08.1988 г.;
- 100-й отдельный медицинский санитарный батальон 108-й мсд;

- г. Джелалабад — инфекционный госпиталь особо опасных инфекций на 200 коек;
- г. Пули-Хумри — гарнизонный военный госпиталь на 200 коек;
- г. Кандагар — военный госпиталь на 175 коек;
- г. Шинданд — гарнизонный военный госпиталь на 300 коек;
  - филиал станции переливания крови (СПК);
- г. Кундуз — санитарно-эпидемиологический отряд (СЭО);
  - инфекционный госпиталь на 150 коек.

Медицинское обеспечение гарнизонов г. Кундуз и г. Кандагар осуществлялось соответственно на базе 99-го отдельного медико-санитарного батальона 201-й мотострелковой дивизии и медицинской роты 70-й отдельной мотострелковой бригады.
В гарнизоне г. Файзабад медицинское обеспечение осуществлялось на базе медицинской роты 860-го отдельного мотострелкового полка.
В гарнизоне г. Гардез медицинское обеспечение осуществлялось на базе медицинской роты 56-й отдельной десантно-штурмовой бригады.
В полках ВВС, в составе ОБАТО были развёрнуты медицинские пункты со штатными лазаретами на 25 коек.
Эвакуация в близлежащие медицинские учреждения осуществлялась наземным способом. Для эвакуации раненых и больных по воздуху использовалось 8 вертолётов Ми-8 «Биссектриса» и 2 самолёта Ан-26 «Спасатель» Полковые медицинские пункты (ПМП) часто не использовались, раненые из медицинских пунктов полков и батальонов эвакуировались непосредственно в отдельные медицинские батальоны дивизий или в армейские госпитали. Во время крупных наступательных операций советских войск, 90 % раненых немедленно эвакуировались вертолётами (74 % в 1981 году, 94,4 % в 1987).
В 1980 году, 48 % раненых было эвакуировано в ОМедБ дивизий или армейские госпитали в течение трёх часов после ранения.
Для обеспечения медицинским имуществом и техникой были развернуты:
- Медицинские склады в составе Перевалочных баз:
  - на Кабульском направлении Хайратон (Уч-Кизыл);
  - на Гератском направлении Турагунди (Кушка);
- 1474-й медицинский склад 59 абрмо в Пули-Хумри;
- Медицинский склад (гарнизонный) Кабул;
- Медицинский склад (гарнизонный) Шиндант;
- Мастерская по ремонту медицинской техники Кабул;

Обеспечение медицинским кислородом осуществлялось за счёт АКДС-70М ВВС 40-й общевойсковой армии.
Подача медицинского имущества на медицинские склады осуществлялась, за исключением Кабульского, автомобильным транспортом. На медицинский склад г. Кабула медицинское имущество и малогабаритная медицинская техника поставлялась самолётами военно-транспортной авиации (ВТА) (Ил-76, Ан-12)
Снабжение отдалённых гарнизонов осуществлялось самовывозом в составе колонн. Срочные доставки остро необходимого имущества осуществлялись вертолётами «Биссектрисы»

## Вооружение, техника и снаряжение
Афганская война, после Великой Отечественной, для Советской Армии ВС СССР оказалась удобным полигоном для испытания вооружений и организационной структуры войск. На нём непосредственно представители советской оборонной промышленности и военные могли опробовать методы ведения войны и возможности вооружения.
До этого периода боевые качества военной техники, выпускаемой в СССР, можно было оценить только косвенно — по эксплуатации в дружественных государствах, в которые она поставлялась и использовалась в войнах (Арабо-Израильские конфликты, Вьетнамская война, Ирано-иракская война и т. д.).

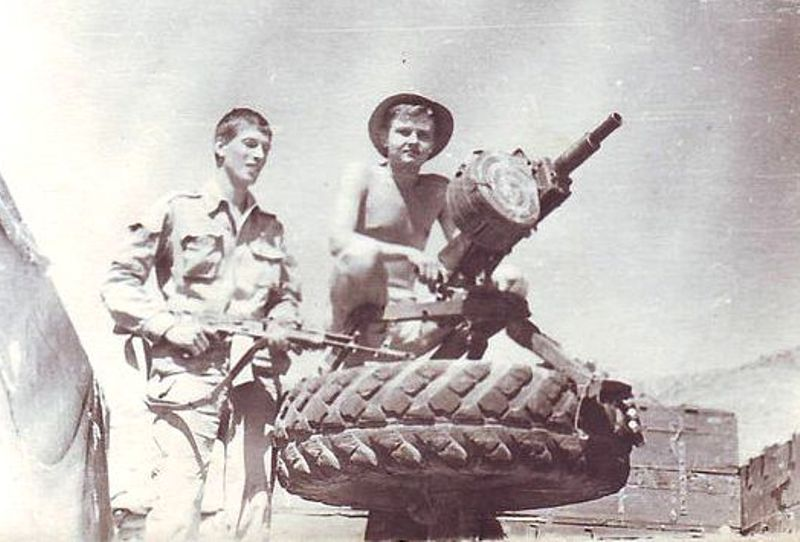
АГС-17, закреплённый на заднем мосту автомобиля ГАЗ-66

Миномёт 2Б9 «Василёк», установленный на многоцелевой тягач МТ-ЛБ

В течение всей Афганской войны происходила постоянная модернизация вооружения и переформирование воинских частей и соединений 40-й общевойсковой армии в поисках оптимальных вариантов.
Некоторыми примерами модернизации вооружения, на которые повлияли реалии Афганской войны, могут служить:
- появление боевых машин пехоты БМП-1Д, БМП-2Д и танка Т-62М с повышенным бронированием.
- появление бронетранспортёра БТР-80 с улучшенной эргономикой и более надёжным дизельным двигателем.
- появление комплексов разведывательно-сигнализационной аппаратуры (противопехотные сейсмодатчики) 1К119 «Реалия-1» и 1К124 «Табун»[10].
- бронирование кабины грузовых автомобилей.
- установка излучателей тепловых помех и тепловых ловушек на ударных вертолётах Ми-24 и транспортно-десантных вертолётах Ми-8.
- установка более мощной силовой установки и бронирование кабины транспортных вертолётов Ми-8.
- модернизация прицельных приспособлений и дополнительное бронирование узлов на штурмовиках Су-25, Су-17 и МиГ-27.
- применение новых высокоточных управляемых ракет «воздух-земля» Х-25 и Х-29Л.

Также, получая боевой опыт непосредственно в воинских частях, военнослужащие проявляя собственную инициативу, начали использовать штатное вооружение вне рамок установленных служебными инструкциями и техническими руководствами.

Подобными примерами могут служить:
- установка автоматических гранатомётов на башни бронетранспортёров и на разнообразные поворотные опоры (к примеру на задние мосты грузовых автомобилей вкопанные в грунт).
- установка зенитных орудий ЗУ-23-2 на грузовые автомобили.
- установка автоматических миномётов 2Б9 «Василёк» на тягач МТ-ЛБ.
- установка пехотных пулемётов на вертолётах.
- использование пехотных огнемётов и термобарических снарядов для уничтожения живой силы противника в пещерах и подземных коммуникациях.
- использование зенитного самоходного орудия ЗСУ-23-4 «Шилка» для стрельбы по наземным целям и её модернизация под эту задачу с повышением боекомплекта, потребовавшего удаления из конструкции радиоприборного комплекса.
- установка на танки силами военнослужащих и штатных ремонтных мастерских, непосредственно в воинских частях, механической защиты от кумулятивных снарядов.

Непосредственно в Афганистане Советская Армия впервые за 40 послевоенных лет перешла к новому типу полевой формы, так называемой «афганке», взамен морально устаревших традиционного кителя с открытыми пуговицами, галифе и пилотки в летнем варианте и от шинели/бушлата с ватными штанами к двубортной куртке с меховым воротником и двухслойным штанам. Также в Афганистане впервые были опробованы сухие пайки для горных стрелков, новый тип заменителя крови (перфторан), походные фильтры для очистки питьевой воды и многое другое.

### Танки
Несмотря на наличие у южных границ СССР (в Туркестанском и Среднеазиатском военном округах) на начало 1980-х около 1000 современных танков Т-64 и Т-72 с автоматом заряжания и более мощной пушкой калибра 125-мм, костяк танкового парка 40-й общевойсковой армии составили танки Т-55 и Т-62. Танки Т-64 в составе ОКСВА, были выведены из эксплуатации из-за проблем в работе двухтактного дизеля в условиях высокогорья.
Вопреки устоявшемуся ложному мнению, отсутствие более современных танков не было обусловлено отсутствием достаточного количества противотанковых средств и бронетехники у противника. Противоборствующая сторона, получала в достаточном количестве безоткатные орудия «Тип 78» китайского и 75-мм безоткатные орудия М20 американского производства, не говоря уже о насыщенности подразделений противника ручными противотанковыми гранатомётами РПГ-2/РПГ-7 и их аналогами китайского производства, а также крупнокалиберными пулемётами класса ДШК, которые противник успешно применял против легкобронированных целей (БТР, БМД, БМП, МТ-ЛБ и др.):

Благодаря зарубежной финансовой помощи, оппозиция постоянно наращивала свои противотанковые арсеналы. В 1984 году нормой считалось наличие одного РПГ на десять человек, безоткатного орудия, ДШК и 2-3 РПГ на группу из 25 человек, а на формирование из сотни бойцов полагалось четыре ДШК, пять БЗО (Безоткатное Орудие — сокр.) и десяток РПГ. Только за первую половину 1987 года подразделениями 40-й Армии было уничтожено или захвачено 580 пулемётов ДШК и зенитных горных установок, 238 безоткатных орудий, 483 противотанковых гранатомета. Если в 1983—1985 годах один РПГ-7 приходился на 10-12 боевиков, то в 1987 году — уже на 5-6 человек…"— Бронетанковая техника в Афганистане (1979-1989)
Отказом военного руководства от использования более современных танков можно считать исключительно удачную конструкцию Т-55/Т-62 в вопросах надёжности, обслуживания и ремонта, а также оценку эффективности применения танков в горной местности, проверенную практикой:

 Генерал-майор Ляховский, помощник руководителя Оперативной группы МО СССР в ДРА, вспоминал: «… танки …в большинстве случаев „не находили“ оперативного простора для своего применения, не могли обстреливать вершины гор, вязли в „зелёнках“ и в бою часто становились бесполезными.» 

Советские танкисты сделали в Афганистане все, что могли. Будь на месте Т-55 американские «Абрамсы» или немецкие «Леопарды», в партизанской войне они не добились бы большего. Характерно, что и во время операции 2001 года американцы не решились действовать в Афганистане сухопутной группировкой, предоставив грязную работу войскам антиталибской оппозиции, вооружённым советской техникой.
С технической точки зрения эти танки (Т-55/Т-62) показали себя неплохо. Отработанный в течение десятилетий четырёхтактный дизель вполне устойчиво работал и в горах, и в пустынях Афганистана. Мелкая пыль, которая была настоящим проклятием, достаточно быстро забивала сетки и циклоны воздухоочистителя, но его обслуживание не представляло особых трудностей.

Практически не было претензий и к вооружению танков — 100-мм и 115-мм осколочно-фугасные снаряды обладали достаточным действием на незащищённую живую силу, а бронированного противника в Афганистане, по существу, не было.— Бронетанковая техника в Афганистане (1979-1989)

## Реформирование штатной структуры
Шаги по реформированию штатной структуры в 40-й общевойсковой армии начались через два месяца после ввода войск:
- К примеру, были выведены из Афганистана полки и бригады, чьё дальнейшее нахождение там было признано избыточным и нерациональным — 353-я артиллерийская бригада, 2-я зенитно-ракетная бригада и 234-й танковый полк 201-й мсд[2]. Указанные части вводились как резерв на случай предполагаемого вмешательства иных государств.
- Проанализировав ситуацию в провинциях Нангархар, Кунар, Гильменд и Кандагар — военное руководство признало нецелесообразным отправку в них мотострелковых дивизий (как избыточных по численности) и зимой 1980-го на базе двух мотострелковых полков (186-го мсп 108-й мсд и 373-го гв. мсп 5-й гв. мсд) сформировало две крупные отдельные мотострелковые бригады — соответственно 66-ю с дислокацией в г. Джелалабад и 70-ю гвардейскую с дислокацией в г. Кандагар. 11 12[2][12]
- Другим примером оперативного реформирования целого полка служит переформирование 285-го танкового полка 108-й мсд в 682-й мотострелковый полк весной 1984-го. Причиной для столь серьёзного шага стала необходимость в дополнительном мотострелковом полку, для ввода в Панджшерское ущелье с целью его частичного контроля и нерациональность содержания танкового полка на участке ответственности 108-й мсд. Ввод дополнительного мотострелкового полка с территории СССР, неблагоприятно бы отразился на и так тяжёлой политической обстановке вокруг присутствия советских войск в Афганистане. В итоге подобной военно-организационной рокировки количество полков в 40-й общевойсковой армии осталось тем же, но личный состав увеличился, так как мотострелковый полк по численности личного состава более чем в два раза превышает танковый полк и может решать более широкий круг боевых задач.
- Несмотря на полное отсутствие у противника воздушных и бронированных целей — зенитные и противотанковые подразделения в отрядах, полках и бригадах 40-й общевойсковой армии не были сокращены или расформированы. Более того 1049-й зенитно-артиллерийский полк 108-й мсд с устаревшим вооружением, прикрывавший Штаб 40-й общевойсковой армии и стратегически важный аэродром в г.Баграм был в 1981-м заменён 1415-м зенитно-ракетным полком имевшим на вооружении современные на тот момент мобильные зенитно-ракетные комплексы 9К33 «Оса». Такое же реформирование коснулось состава 5-й гв. мсд с заменой 1008-го зенитного артиллерийского полка на 1122-й зенитно-ракетный полк зимой 1980-го. С осени 1986-го во всех мотострелковых полках проведено формирование зенитно-ракетных артиллерийских дивизионов (ЗРАДН) за счёт добавления к штатной зенитно-ракетной артиллерийской батарее (ЗРАБ) вновь созданной зенитно-ракетной батареи (ЗРБ) из отдельных зенитно-ракетных взводов выведенных из штата линейных батальонов.
- Не были полностью расформированы подразделения десантного обеспечения в 103-й гвардейской воздушно-десантной дивизии и в 56-й отдельной гвардейской десантно-штурмовой бригаде. Хотя необходимость в них, из-за невозможности проведения парашютно-десантных операций — полностью отпала. Военнослужащие этих подразделений использовались как резервные стрелковые подразделения при проведении войсковых операций.[13]
- Реформирование войск 40-й общевойсковой армии, повышавших её боевую мощь, потребовало перевооружения всех воздушно-десантных и десантно-штурмовых подразделений. Указанные подразделения, имевшие на вооружении облегчённую десантируемую бронетехнику (БМД-1, БМД-2, БТР-Д), начиная с 1982 года, стали получать на замену бронетехнику с большей защищённостью и большим ресурсом (БМП-1, БМП-2, БТР-70), штатную для мотострелковых войск. По существу выполняемых боевых задач и по вооружению, парашютно-десантные и десантно-штурмовые подразделения ничем не отличались от мотострелковых. Также в состав десантных частей и соединений были включены для усиления танковые подразделения: в 103-ю воздушно-десантную дивизию — 62-й отдельный танковый батальон, в 345-й парашютно-десантный полк — танковая рота, в 56-ю десантно-штурмовую бригаду — танковый взвод.[14]
- Также реформирование коснулось организационно-штатной структуры линейных подразделений. На практике выяснилось, что принятая схема ротного и батальонного звена не отвечает требованиям ведения боевых действий в горах, где подразделения вынуждены автономно, в отрыве от подразделений огневой поддержки и штатной бронетехники выполнять поставленные боевые задачи. В связи с этим увеличилась насыщенность тяжёлым стрелковым вооружением и миномётами. В каждую мотострелковую роту к 3 мотострелковым взводам был добавлен 4-й взвод — Пулемётно-Гранатомётный. В парашютно-десантной роте к 3 парашютно-десантным взводам был добавлен 4-й миномётный взвод. В десантно-штурмовой роте к 3 десантно-штурмовым взводам были добавлены 4-й Миномётный взвод и 5-й Пулемётный взвод. И это, несмотря на то, что в штате батальона имелась Миномётная Батарея.[15]
- Штатные отдельные взвода химической защиты в составах полков и бригад с 1984 года были переформированы в огнемётные взвода. Отдельные роты химической защиты в составе мотострелковых дивизий были переформированы в отдельные огнемётные роты[15]
- Сложности с обеспечением топлива для боевой техники из-за постоянных обстрелов транспортных колонн и затрат на его доставку автотранспортом, вынудили военное руководство на возведение уникального трубопровода в две линии длиной в 438 километров для поставок дизельного топлива и авиационного керосина по маршруту Термез — Хайратон — Пули-Хумри — Баграм. Полное строительство трубопровода было закончено к весне 1984-го. Для обслуживания данного трубопровода была сформирована 276-я трубопроводная бригада.[16]
- Организация движения транспортных колонн 40-й общевойсковой армии и автомобильного транспорта Афганистана на трассе Хайратон-Кабул, а также контроль за состоянием дорог и необходимость в проведении ремонтно-эксплуатационных работ, потребовало создания Дорожно-Комендантской Службы и формирования нового войскового соединения, выполнявшего данные задачи. На основании директивы Генерального штаба ВС СССР была сформирована и введена в состав 40-й общевойсковой армии 278-я дорожно-комендантская бригада. Формирование бригады проводилось весной 1983-го и включило в свой состав 3 отдельных дорожно-комендантских батальона (692-й, 1083-й и 1084-й одкб).[17]

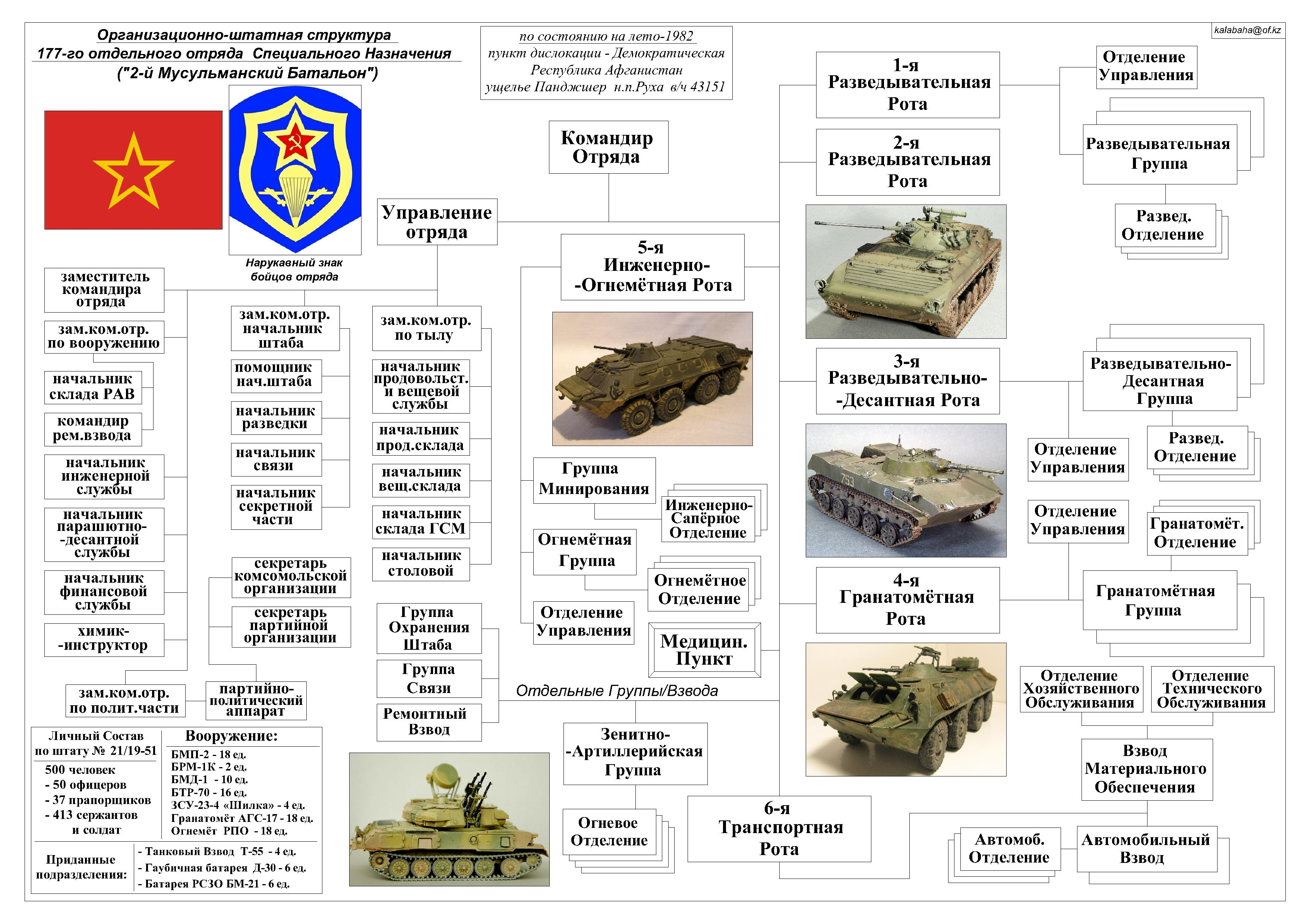
Организационно-Штатная Структура 177-го отдельного отряда специального назначения на лето-1982

- К лету 1984-го руководство ВС СССР проанализировав нарастающую поддержку душманов со стороны Пакистана и их союзников, пришло к выводу о необходимости усиления борьбы с караванами поставлявшими вооружение и боеприпасы. Решено было увеличить в 4 раза количество подразделений специального назначения ГРУ Генерального штаба Вооружённых Сил СССР. В составе 40-й общевойсковой армии количество отдельных отрядов специального назначения (ооСпН) выросло с 2-х до 8-ми. Подразделения обученные для разведывательно-диверсионной деятельности в тылу вероятного противника, были перепрофилированы для уничтожения караванов, снабжающих противника. Для этого в обычный штат батальона специального назначения были добавлены зенитно-артиллерийское,артиллерийское, гранатомётное, танковое, инженерно-сапёрное подразделения. Также попутно увеличили штатное подразделение тылового обеспечения. Данное реформирование (3-х ротного батальона в сводный отряд 6-и ротного состава) позволило повысить автономность и огневую мощь сводного подразделения. Для решения организационных вопросов по боевому взаимодействию, снабжению и управлению были сформированы 2-е отдельные бригады специального назначения (обрСпН) по 4-е ооСпН (сводных батальона) в каждом — 15-я обрСпН в г.Джелалабад и 22-я обрСпН в г.Лашкаргах.[18]

## Сторожевое охранение
ОКСВА отличались от Групп Советских войск в других государствах одним важным фактором — порядком дислокации подразделений «линейных» полков. Если в ВС СССР в каждом артиллерийском, мотострелковом, танковом, парашютно-десантном полках или в мотострелковых и десантно-штурмовых бригадах все подразделения полка/бригады находились в пределах одного военного городка — то в ОКСВА, непосредственно в военном городке линейного полка/бригады, находилось только 40—50 % всех подразделений полка. Обычно это были Штаб полка и приданные ему подразделения (оркестр, комендантский взвод), подразделения боевого обеспечения (разведывательная рота, инженерно-сапёрная рота, рота химической защиты, рота связи), подразделения тылового обеспечения (ремонтная рота, рота материального обеспечения, медицинская рота) а также обычно первый и второй (по нумерации внутри полка) батальон или дивизион. Остальные подразделения были рассредоточены взводами (мотострелковыми/парашютно-десантными/десантно-штурмовыми) или артиллерийскими батареями по сторожевым заставам вместе со штатной боевой техникой.
Всего силами 40-й общевойсковой армии было создано 862 сторожевые заставы, на которых несли службу более 35 000 человек.

 На 1 июля 1986 года в состав армии входило 133 батальона и дивизиона (не считая вспомогательные и тыловые подразделения и части). Из них 82 батальона (или 61,7 %) выполняли на созданных 862 сторожевых заставах охранные функции: 23 — охраняли коммуникации, 14 — аэродромы, 23 — различные военные и экономические объекты, 22 — населённые пункты и местные органы власти.
К ведению активных боевых действий привлекался только 51 батальон.— А. Волков 40-я Армия: история создания, состав, изменение структуры
К примеру, 2-й парашютно-десантный батальон 345-го отдельного Гвардейского парашютно-десантного полка дислоцированного в городе Баграме, находился за 50 километров от штаба полка в посёлке Анава, рассредоточенный взводами и отделениями по 20 сторожевым заставам охранявших выход из Панджшерского ущелья.
3-й парашютно-десантный батальон 317-го гвардейского парашютно-десантного полка 103-й вдд дислоцировался заставами вокруг посёлка Шахджой, за 200 километров от штаба 317-го пдп в Кабуле.

В 1074-м Артиллерийском Полку 108-й мсд, к примеру 3-я гаубичная батарея была дислоцирована как сторожевая застава на Южном Саланге в 100 километрах от штаба полка в Кабуле, 8-я гаубичная батарея дислоцировалась сторожевой заставой на главенствующей высоте над штабом 40-й общевойсковой армии, 7-я гаубичная батарея находилась в Шахджое в 200 километрах от штаба полка.
Некоторые линейные полки были практически полностью рассредоточены по сторожевым заставам — к примеру 682-й мотострелковый полк 108-й мсд после вывода из посёлка Руха весной 1988-го, был полностью рассредоточен по сторожевым заставам вдоль трассы Кабул — Хайратон и вокруг Чарикарской долины.
Указанный порядок дислокации линейных частей был единственно возможной вынужденной мерой, дававшей командованию 40-й общевойсковой армии возможность постоянно контролировать как можно большие территории и участки дорог в условиях партизанской войны.
Ввиду того что подразделения рассредоточенные по сторожевым заставам не могли привлекаться для армейских операций, в них участвовали только те батальоны и дивизионы, которые находились непосредственно на территории военных городков. И поэтому когда в описании какой-либо армейской операции в афганской войне пишется об участии конкретного полка, следует понимать, что от этого полка привлекались силы общей численностью не более двух линейных батальонов/дивизионов.

### Организация сторожевых застав[20]
Стандартное обустройство заставы сводилось к возведению каменных или глинобитных стен по всему периметру заставы. Минированию в несколько рядов осветительными и противопехотными минами всей прилегающей местности за исключением подъездных дорог. Оборудованию множества стационарных огневых точек для круговой обороны. Возведению защищённых от обстрелов жилых и служебных помещений для личного состава типа блиндажей или землянок. Оборудованию капониров для боевой техники и орудий.

Кроме штатного оружия в обязательном порядке добавлялось тяжёлое стрелковое вооружение как крупнокалиберный станковый пулемёт ДШК, НСВ или КПВ, автоматический станковый гранатомёт АГС-17 и иногда 82-мм миномёт «Поднос». В штат личного состава заставы добавлялся фельдшер, необязательный для штата мотострелкового (парашютно-десантного) взвода в пунктах постоянной дислокации. Сторожевые заставы на основных магистралях располагались с интервалом от 3 до 10 километров. У большинства застав наблюдение за окружающей местностью велось также с одного или двух выносных постов, которые могли располагаться на удалении до 500—700 метров от сторожевой заставы. Выносной пост представлял собой оборудованную позицию для круговой обороны для одного стрелкового отделения на 7-10 человек со всеми условиями для автономного проживания. Выносные Посты на дорогах и на доступной для боевой техники горной местности выставлялись вместе со штатной техникой стрелкового отделения — БТР или БМП в обязательно оборудованном капонире. В горной местности окопы вырубались в скальном грунте.
В истории афганской войны сторожевые заставы сыграли огромную роль. С помощью застав контролировалась все важные дороги и значительная территория страны. Заставы не только сдерживали неожиданные вылазки моджахедов на колонны советских войск. Личный состав застав посредством наблюдения за местностью (а в горах возможно оптическое наблюдение до 20-25 километров) и контакта с агентурой из местных жителей — предоставляли ценные разведывательные сведения.

### Сторожевые заставы в «караванной войне»
Также Сторожевые заставы использовались разведывательными подразделениями, как перевалочные базы в «караванной войне» (широкомасштабные операции по уничтожению караванов с оружием в 1984—1988 годы). Разведчиков скрытно доставляли на грузовиках и в бронетехнике на заставы, маскируя происходящее под доставку грузов тыловиками. В дневное время разведчики находились в расположении заставы, чем не привлекали к себе внимание местных жителей, среди которых могли оказаться осведомители противника. А с наступлением темноты выдвигались на место проведения засадных операций на караванные тропы на удалении от 2 до 7 километров от заставы. С приближением рассвета разведчики возвращались на заставу. В случае соприкосновения с превосходящим противником, застава могла обеспечить огневую поддержку разведчикам. 20

На заставах расположенных вблизи главных караванных троп на востоке ДРА устанавливались наблюдательные посты с применением таких телеметрических спецсредств как 1К18 «Реалия-У». С помощью подобных устройств, происходило своевременное обнаружение караванов противника с последующим их уничтожением авиацией или артиллерией.

### Условия службы на сторожевых заставах
Учитывая суровый климат Афганистана и изолированность личного состава застав — служба на них считалась очень тяжёлой физически и психологически. Если солдаты и офицеры служащие в расположении полка-бригады могли посетить магазин, клуб или библиотеку, участвовать в спортивных мероприятиях, читать свежую прессу — то солдаты и офицеры на заставах месяцами не видели ничего, кроме окружающей местности. Если в воинских частях расположенных на территории СССР, согласно служебным инструкциям — к службе в карауле военнослужащие допускались не чаще одного раза в неделю (за исключением Внутренних войск МВД СССР и Пограничных войск КГБ СССР) — то служба на сторожевых заставах фактически являлась каждодневной круглосуточной Караульной Службой в зоне боевых действий. Личный состав по полгода, а иногда и более года проводили в напряжённом режиме, ожидая нападения противника в любой момент, находясь на передовой партизанской войны. Подавляющая часть советских солдат, раненых и убитых снайперами моджахедов, служили на сторожевых заставах.

…Самое трудное это обыденность. Заместитель командира 6 пдр С. А. Подгорнов уже по прошествии стольких лет рассказывал своё состояние на 16 заставе. Как поднялся туда, так и спустился через год. «Иной раз хотелось в луну стрелять. Иногда днём уходил с заставы, хотя это категорически запрещалось, и бродил по соседним склонам. Не пугали ни мины, ни духи, ни наказание комбата. Наверно был бы рад, если бы меня отозвали в группировку чтобы отругать и наказать. Изо дня в день одни и те же лица, одни и те же события. И однообразные консервы. Знакомые до каждого камешка горы вокруг в мареве жары…»— Лапшин Ю. М. На заставах в Панджшере
В истории Афганской войны есть случай полного уничтожения противником советской Сторожевой Заставы со всем личным составом в ходе неравного боя и несколько случаев полного уничтожения Выносных Постов. С Выносными Постами обычно это происходило в ночное время по вине уснувших часовых. Последний трагический случай — август-1988 на дороге между городом Баграм и кишлаком Мирбачикот. Моджахедами вырезано 8 мотострелков на Выносном Посту от 682-го мотострелкового полка 108-й мсд.
На многих отдалённых заставах, из-за труднодоступности и сложности с тыловым обеспечением, существовал суровый солдатский быт без всяких излишеств, с полным отсутствием культурно-массовых мероприятий и с минимумом санитарных и продовольственных норм. К примеру, из-за опасности обстрела вертолётов, на горную сторожевую заставу № 32 от 108-й мсд, питьевая вода поднималась раз в два месяца в чулках от ОЗК всем личным составом 781-го отдельного разведывательного батальона дивизии на высоту 500 метров. Снабжение другой заставы — сторожевая застава № 19 108-й мсд, по недальновидности прежнего командования дивизии, оказавшейся глубоко в «чарикарской зелёнке» в тактически труднодоступном месте (лесостепная местность под городом Чарикар) — проводилось фактически в условиях боя, раз в три месяца, поочерёдно 781-м отдельным разведывательным батальоном либо мотострелковыми батальонами от линейных полков дивизии, под огневой поддержкой танкового батальона 177-го мотострелкового полка. Поэтому подобная сводная группировка из разведчиков и танкистов абсолютно справедливо называлась группой прорыва.
Эпизодически суровый быт и атмосфера на сторожевой заставе показаны в киноленте Фёдора Бондарчука 9-я рота.

## Афганские учебки
К середине 1981 года руководство ВС СССР осознало факт того что военное присутствие в Афганистане откладывается на неопределённый срок и столкнулось со следующей серьёзной проблемой. К этому времени у большинства военнослужащих срочной службы заканчивался двухгодичный срок службы и требовалась ротация личного состава. Стандартная программа боевой подготовки в учебных подразделениях ВС СССР, по результатам боестолкновений с противником, показала что она не отвечает всем требованиям ведения боевых действий в горной и пустынной местности.

Главными требованиями к военнослужащим срочной службы отправляемым в Афганистан являлась усиленная боевая подготовка и адаптация к сухому и жаркому климату Афганистана. В связи с этим с начала 1982 года создаются специализированные учебные подразделения, называемые в среде военных термином афганская учебка, для рядового и сержантского состава, предназначенные для подготовки военнослужащих для ведения боевых действий на территории ДРА. Соответственно они назывались солдатскими и сержантскими учебками. Первые готовили на военно-учётные специальности рядового состава, вторые готовили командиров отделений/расчётов/экипажей.
Подготовка в сержантских учебках длилась пять-пять с половиной месяцев. В солдатских учебках — два месяца.
Но к весне 1984 года стало ясным, что указанного срока для солдатских учебок, даже при насыщенной программе обучения, не хватает. Было принято решение увеличить срок подготовки до трёх месяцев готовящих на стрелков. Для военнослужащих обучаемых на более сложные специальности, такие ВУСы как заряжающий орудия танка, пулемётчик, номер орудийного расчёта, гранатомётчик и тому подобных — срок обучения увеличили до пяти месяцев.

С мая 1985 года подготовка всего молодого пополнения для 40-й общевойсковой армии стала проводиться на территории СССР по пятимесячной программе.
До создания афганских учебок, проблему с пополнением личного состава воинских частей 40-й общевойсковой армии из которых выбывали военнослужащие по демобилизации, решали выборочной отправкой военнослужащих отслуживших более полугода, отбираемых по воинским частям по всей территории СССР, что создавало большие организационные проблемы.

Афганские учебки создавались преимущественно на территории ТуркВО и частично САВО, что позволяло произвести адаптацию военнослужащих к жаркому и сухому климату Афганистана. Основными местами сосредоточения афганских учебок, являлись гарнизоны городов Ашхабад, Теджен, Кушка, Мары, Термез и Кизыл-Арват. Что нашло отображение в военном фольклоре:

…Есть в Союзе три дыры: Теджен, Кушка, Мары и их младший брат — Кизыл-Арват.— Виктор Куренёв. Звезда на лбу
Причём Термез и Кушка расположены непосредственно у государственной границы с Афганистаном.

От остальных учебных подразделений ВС СССР афганские учебки отличались более насыщенной боевой подготовкой и жёстким режимом. Основной упор в программе боевой подготовки в афганских учебках делался на огневую и тактическую подготовку. Для обучения привлекались офицеры и прапорщики получившие боевой опыт непосредственно на Афганской войне.

Но самым главным отличием афганских учебок от остальных учебных подразделений являлась планомерная морально-психологическая усиленная подготовка. В обычных учебных подразделениях военнослужащих готовили теоретически к отпору вероятного противника СССР (государства-участники НАТО, КНР, Турция и так далее). Военнослужащим в афганских учебках постоянно, через стрессовые физические нагрузки и политзанятия, внушалось то, что им предстоит участвовать в реальных боевых действиях со всеми возможными последствиями. На занятиях опытными офицерами доводились особенности менталитета населения Афганистана, их культура и обычаи, основные правила поведения в исламском государстве, элементарные основы гигиены в условиях жаркого климата, тактика действия душманов, особенности несения боевого охранения в условиях партизанской войны и так далее и тому подобное. Также военнослужащих обучали умеренному употреблению питьевой воды. Во всех афганских учебках было обязательным учебное тактическое занятие по захвату высоты «горка ваша — горка наша». Главной целью данного занятия являлось сплочение воинского коллектива для выполнения боевой задачи и получение навыков по скорому подъёму на возвышенности и преодоление различных типов склона, что являлось немаловажным фактором, учитывая горный рельеф Афганистана. Программа боевой подготовки постоянно корректировалась с ходом Афганской войны. Солдат, попавший на обучение в афганскую учебку, к концу срока обучения примерно осознавал, с чем ему предстоит столкнуться, и, в среднем, был физически, морально и психологически готов к предстоящим трудностям.

Приблизительное описание атмосферы и режима царивших в афганских учебках показано в фильме «9-я Рота».

Рядовой состав для частей воздушно-десантных и десантно-штурмовых войск 40-й общевойсковой армии готовился в 387-й учебном отдельном парашютно-десантном полку. Для этой цели в 1982 году он был выведен из состава 104-й вдд и передислоцирован из города Кировабад ЗакВО в город Фергана ТуркВО. В кинематографе, в фильме «9-я Рота» под учебной частью подразумевается именно 387 оупдп.

…На основании директивы Генерального штаба от 13 мая 1982 года полк был выведен из состава 104-й гв вдд, и передислоцирован в Фергану Узбекской ССР (ТуркВО) и переформирован в 387-й отдельный парашютно-десантный полк (подготовки молодого пополнения для воздушно-десантных и десантно-штурмовых частей и соединений, действующих в Афганистане)…— Алексей Суконкин. Десант страны советов
Рядовой состав для частей специального назначения с 1985 года готовился в 467-м отдельном учебном полку специального назначения, дислоцированном в городе Чирчик. 23